# Europese weg 79
De Europese weg 79 of E79 is een Europese weg die loopt van Miskolc in Hongarije naar Thessaloniki in Griekenland.

## Algemeen
De Europese weg 79 is een Klasse A Noord-Zuid-verbindingsweg. De route is door de UNECE als volgt vastgelegd: Miskolc - Debrecen - Püspöklandány - Oradea - Beiuș - Deva - Petroșani - Târgu Jiu - Craiova - Calafat - Vidin - Vratsa - Botevgrad - Sofia - Blagoëvgrad - Serres - Thessaloniki.

## Nationale wegnummers
De E79 loopt over de volgende nationale wegnummers:
| Nummer      | Tracé                     |
| Hongarije   | Hongarije                 |
| ----------- | ------------------------- |
| M30         | Miskolc - Emőd            |
| M3          | Emőd - Görbeháza          |
| M35         | Görbeháza - Debrecen      |
| 4           | Ringweg Debrecen          |
| 47          | Debrecen - Berettyóújfalu |
| 42          | Berettyóújfalu - Roemenië |
| Roemenië    |                           |
| 1           | Hongarije - Oradea        |
| 76          | Oradea - Șoimuș           |
| 7           | Șoimuș - Simeria          |
| 66          | Simeria - Filiași         |
| 6           | Filiași - Craiova         |
| 56          | Craiova - Bulgarije       |
| Bulgarije   |                           |
| 1           | Roemenië - Botevgrad      |
| A2          | Botevgrad - Sofia         |
| 1           | Sofia - Griekenland       |
| Griekenland |                           |
| 63          | Bulgarije - Serres        |
| 12          | Serres - Thessaloniki     |